# 飯南町立頓原中学校
飯南町立頓原中学校（いいなんちょうりつ とんばらちゅうがっこう）は、島根県飯石郡飯南町佐見にある公立中学校。

## 校区
- 校区は、頓原小学校、志々小学校の通学区域となっている[2]。

## 沿革
- 1947年（昭和22年）4月 - 設立。
- 1981年（昭和56年）4月 - 旧頓原・旧志々中学校実質統合　頓原中学校開校式
- 2005年（平成17年）1月 - 頓原町と赤来町の合併に伴い、飯南町立頓原中学校に改称
- 2015年（平成27年）4月 - 県吹奏楽コンクール(小編成の部)最優秀賞

## 部活動

### 体育部
- バレーボール部（女）
- 野球部
- 陸上部（大会時期のみ）
- スキー部（大会時期のみ）

### 文化部
- 吹奏楽部